# Ladonia (Teksas)
Ladonia je gradić u američkoj saveznoj državi Teksas. Prema popisu stanovništva iz 2010. u njemu je živjelo 612 stanovnika.